# Platypalpus consortus
Platypalpus consortus är en tvåvingeart som först beskrevs av Stephens 1829.  Platypalpus consortus ingår i släktet Platypalpus och familjen puckeldansflugor. Inga underarter finns listade i Catalogue of Life.